# Centropus milo
Il cucal testacamoscio o cuculo fagiano testafulva (Centropus milo Gould, 1856) è un uccello della famiglia Cuculidae.

## Distribuzione e habitat
Questo uccello è endemico delle isole centrali delle Isole Salomone.

## Tassonomia
Centropus milo ha due sottospecie:
- Centropus milo albidiventris
- Centropus milo milo